# تتراکیس(سیکلوپنتادی‌انیل)اورانیوم(IV)
تتراکیس (سیکلوپنتادی‌انیل) اورانیوم (IV)، U(C5H5)4، به اختصار U(Cp)4 نیز نمایش داده می‌شود، یک ترکیب آلی حاوی اورانیوم است که از یک اتم اورانیوم که بین چهار حلقه سیکلوپنتادی‌انید قرار گرفته‌است تشکیل شده‌است.

## سنتز و خواص
تتراکیس (سیکلوپنتادی‌انیل) اورانیوم (IV) اولین بار در سال ۱۹۶۲ توسط ارنست اتو فیشر تهیه شد. وی اورانیوم تتراکلرید را با پتاسیم سیکلوپنتادی‌انید اضافی در بنزن واکنش داد و این کمپلکس را به صورت بلورهای قرمز با بازده ۶ درصد به دست آورد
UCl4 + 4 KCp → U(Cp)4 + 4 KCl
بلورهای جامد U(Cp)4 در برابر هوا پایدار هستند، اما محلول آن در بنزن به شدت به هوا حساس است.
کاهش U(Cp)4 با فلز اورانیوم، تریس (سیکلوپنتادی‌انیل) اورانیوم (III), U(Cp)3 را به دست می‌دهد.